# Pactolinus collai
Pactolinus collai är en skalbaggsart som beskrevs av Vienna 2005. Pactolinus collai ingår i släktet Pactolinus och familjen stumpbaggar. Inga underarter finns listade i Catalogue of Life.